# Сан-Себастьянська діоцезія
Са́н-Себастья́нська діоце́зія (лат. Dioecesis Sancti Sebastiani; ісп. Diócesis de San Sebastián) — діоцезія римського обряду Католицької церкви в Іспанії, з центром у місті Сан-Себастьян.  Входить до складу Памплонської церковної провінції. Суфраганна діоцезія Памплонської архідіоцезії. Заснована 2 листопада 1949 року. Голова — єпископ Сан-Себастьянський. Центральний храм — Сан-Себастьянський собор.  Площа — 1,977 км². Населення — 684,416 ос.; з них католики — 621,988 ос. (90.9%). Чинний голова — Хосе Ігнасіо Мунілла Агуірре, єпископ Сан-Себастьянський.

## Єпископи
- Хосе Ігнасіо Мунілла Агуірре

## Статистика
Згідно з «Annuario Pontificio» і Catholic-Hierarchy.org:
| Рік  | Населення | Населення | Населення | Священики | Священики | Священики | Священики           | Диякони | Ченці    | Ченці | Парафії |
| Рік  | католики  | загалом   | %         | загалом   | секулярні | ченці     | вірних на священика | Диякони | чоловіки | жінки | Парафії |
| ---- | --------- | --------- | --------- | --------- | --------- | --------- | ------------------- | ------- | -------- | ----- | ------- |
| 1950 | 373.500   | 374.029   | 99,9      | 850       | 553       | 297       | 439                 |         | 886      | 2.955 | 158     |
| 1960 | ?         | 600.187   | ?         | ?         | 1.177     | 676       | 501                 |         | 1.221    | 3.482 | 193     |
| 1980 | 708.638   | 714.693   | 99,2      | 1.083     | 604       | 479       | 654                 |         | 910      | 2.747 | 211     |
| 1990 | 685.000   | 697.435   | 98,2      | 814       | 480       | 334       | 841                 |         | 684      | 2.194 | 214     |
| 1999 | 667.000   | 676.208   | 98,6      | 660       | 357       | 303       | 1.010               |         | 577      | 1.474 | 215     |
| 2000 | 672.000   | 681.258   | 98,6      | 648       | 358       | 290       | 1.037               |         | 510      | 1.406 | 216     |
| 2001 | 668.000   | 677.275   | 98,6      | 655       | 340       | 315       | 1.019               |         | 410      | 1.198 | 216     |
| 2002 | 612.062   | 680.069   | 90,0      | 638       | 324       | 314       | 959                 |         | 533      | 1.776 | 216     |
| 2003 | 616.929   | 683.415   | 90,3      | 556       | 316       | 240       | 1.109               |         | 550      | 1.704 | 216     |
| 2004 | 621.988   | 684.416   | 90,9      | 651       | 318       | 333       | 955                 |         | 576      | 1.703 | 216     |
| 2010 | 649.899   | 705.698   | 92,1      | 486       | 263       | 223       | 1.337               |         | 406      | 1.506 | 215     |
| 2014 | 641.193   | 708.207   | 90,5      | 445       | 238       | 207       | 1.440               | 1       | 366      | 1.247 | 215     |